# 정형수 (작가)
정형수(1969년 ~ )는 대한민국의 작가이다.

## 학력
- 중앙대학교 문예창작과 학사

## 수상 경력
- MBC 연기대상 작가부문 특별상
- MBC 연기대상 TV부문 공로상
- 제43회 백상예술대상 TV부문 극본상
- 제19회 한국방송프로듀서상 TV 작가부문 제작부문상

## 주요 작품
| 연도 | 제목                                | 방송사 | 유형 | 연출           | 비고 |
| ---- | ----------------------------------- | ------ | ---- | -------------- | ---- |
| 2003 | 다모                                | MBC    | 월화 | 이재규         |      |
| 2004 | 베스트극장 - 소림사에는 형님이 산다 | MBC    | 단막 | 이재규         |      |
| 2006 | 주몽                                | MBC    | 월화 | 이주환, 김근홍 |      |
| 2009 | 드림                                | SBS    | 월화 | 백수찬, 조영광 |      |
| 2010 | 야차                                | OCN    | 금요 | 김홍선         |      |
| 2011 | 계백                                | MBC    | 월화 | 김근홍, 정대윤 |      |
| 2015 | 징비록                              | KBS1   | 대하 | 김상휘, 김영조 |      |
| 2023 | 오아시스                            | KBS2   | 월화 | 한희           |      |